# Spilleteknikken i Bridge
Spilleteknik er i Bridge en fællesbetegnelse for de fremgangsmåder, der anvendes i spilføring og i modspil. Grundlæggende bygger alle analyser af spilleteknik på sandsynlighedsberegning af bridgeodds.

## Bridgeodds
Det vigtigste princip i beregningen af odds er sandsynligheden for, hvorledes de manglende kort er fordelt. Set fra spilførers synspunkt er det vigtigt at vide, hvornår en af modstanderne ikke længere har kort i en bestemt farve, for at kunne lægge den bedste spilleplan.
Alle spil i denne artikel er afbildet i diagrammer, hvor Syd er spilfører. Hvis denne råder over 10 kort i en farve, men mangler fx K 5 3 er der 8 måder, hvorpå de manglende kort kan være fordelt.
| Vest       | Øst        |
| ---------- | ---------- |
| K 5 3      | Intet kort |
| K 5        | 3          |
| K 3        | 5          |
| K          | 5 3        |
| Intet kort | K 5 3      |
| 3          | K 5        |
| 5          | K 3        |
| 5 3        | K          |

De 10 kort, Syd råder over, er fx N: E 9 8 7 4 S: D B T 6 2. Der er 2 muligheder for at fange Kongen, enten at ved starte med Esset fra Nord, eller ved at starte fra Syd med et af de høje kort. Hvis du starter med Esset, er der to muligheder for, at Kongen fældes. Den skal sidde alene hos en af modstanderne. Hvis du i stedet spiller Damen, vinder du altid med Kongen i Vest.
Hvis Vest bekender med Kongen, er det unødvendigt at gætte. Det er et tegn på, at den sidder alene, hvilket repræsenterer 12,5 % af tilfældene. Hvis Vest derimod ikke kan bekende, mister Syd altid et stik. (12,5 % af tilfældene.) I de sidste 6 tilfælde (75 % af alle muligheder), fældes Kongen i halvdelen af tilfældene. Dvs., at Syd i 5 af 8 mulige tilfælde har muligheden for at få flest mulige stik ved at spille således:
Fra hånden spilles Damen, og hvis Vest ikke stikker med Kongen, lægges et lavt kort fra Nord. Hvis Vest har alle 3 kort, må manøvren gentages, når Syd har taget stik i en anden kulør. Hvis Vest har K og et lille kort, eller K alene, er der også gevinst ved at spille et lille kort til Esset. Den nævnte teknik kaldes en simpel knibning.
Det er nyttigt at kende de mest almindelige fordelinger af udesiddende kort, når spilfører vurderer, om en farve skal spilles fra toppen eller der skal knibes.
| Udesiddende kort | Mulige fordelinger | Chancer i %   | Spil fra toppen efter | Knib efter |
| ---------------- | ------------------ | ------------- | --------------------- | ---------- |
| 2                | 1-1;2-0            | 52-48         | Kongen                | -          |
| 3                | 2-1;3-0            | 78-22         | -                     | Kongen     |
| 4                | 3-1;2-2;4-0        | 49,7;40,7;9,6 | Damen;                | -          |
| 5                | 3-2;4-1;5-0        | 67,8;28,3;3,9 | Bonden                | Damen      |

Tabellen benyttes til at afgøre, om det er bedst at toppe farven eller en knibning er at foretrække. Hvis du råder over i alt 11 kort, vil modstanderne i 52 % af tilfældene have et hver. Hvis du mangler Kongen er den bedste plan at spille Esset først (spille fra toppen) osv.

## Forskellige teknikker
For begynderen kan odds måske virke komplicerede, men som påpeget af Hugh Kelsey er der kun 3 forskellige kilder til stik.
- Udspil af et kort, som ikke kan stikkes af et andet kort.[9]

- Aftrumfning af en modstanders høje kort.[10]

- Etablering

Der er tre typer af etablering:
- 1) Forfremmelse af de lave kort i en langfarve, som modstanderne ikke kan trumfe,[11]
- 2) Modstandernes høje kort er i ”plads”, dvs. placeret foran dit eget, lavere kort.
- 3 Modstandernes høje kort er i position til en knibning:

## Spilføring
Når modstanderen til venstre har foretaget sit udspil og bordet er lagt ned, optæller spilfører først sine sikre stik. Dernæst undersøges muligheden for at skaffe sig ekstra stik i de kulører, hvor der mangler et eller flere af de store kort. Først når der er lagt en spilleplan, beder spilfører ”den blinde” om at lægge et kort til.

### Trumfkontrakter
Hvis spilfører skal spille en kontrakt med trumf, vil det normalt være fornuftigt at trække modpartens trumfer, før der tages fat på de øvrige farver. I mange situationer kan det gå galt, hvis der ikke trækkes trumf.
Diagram nr. 1
|   |         | ♠     | ED62  |   |       |
| ♥ | K7      |       |       |   |       |
| ♦ | KB9     |       |       |   |       |
| ♣ | E542    |       |       |   |       |
| ♠ | 9       | NV ØS | NV ØS | ♠ | T75   |
| ♥ | E54     | NV ØS | NV ØS | ♥ | B986  |
| ♦ | EDT8754 | NV ØS | NV ØS | ♦ | 3     |
| ♣ | B6      | NV ØS | NV ØS | ♣ | KDT98 |
|   |         | ♠     | KB843 |   |       |
| ♥ | DT32    |       |       |   |       |
| ♦ | 62      |       |       |   |       |
| ♣ | 73      |       |       |   |       |

Kontrakten vil med disse kort normalt være 4♠ med Syd som spilfører. Vest spiller ♣ B ud, og en mindre rutineret spiller, der har lært, at det ofte er fornuftigt at vente til 2. omgang med at bruge Esset, vil måske lade den holde stik. Hvis Øst er en god spiller, stikker han makkers B med K, returnerer sin enlige 3’er i ♦, hvorefter Vest stikker med Esset og spiller endnu en ruder, som Øst kan trumfe. Vest skal altid yderligere have stik for ♥ E. Hvis Syd i stedet havde brugt bordets E på udspillet og trukket trumf, ville kontrakten være vundet, idet modspillet kun får de 2 esser og ♣ K.

Diagram nr. 2
|   |       | ♠     | 6     |   |       |
| ♥ | 953   |       |       |   |       |
| ♦ | ET63  |       |       |   |       |
| ♣ | DB952 |       |       |   |       |
| ♠ | D95   | NV ØS | NV ØS | ♠ | KT72  |
| ♥ | DT84  | NV ØS | NV ØS | ♥ | 76    |
| ♦ | KD7   | NV ØS | NV ØS | ♦ | B9852 |
| ♣ | K83   | NV ØS | NV ØS | ♣ | E6    |
|   |       | ♠     | EB843 |   |       |
| ♥ | EKB2  |       |       |   |       |
| ♦ | 4     |       |       |   |       |
| ♣ | T74   |       |       |   |       |

#### Krydstrumfning
I nogle tilfælde mangler der stik, hvis spilfører starter med at trække trumf.
Syd er kommet i kontrakten 2♥ med ♦ K i udspil fra Vest. Hvis der stikkes med Esset på bordet og derefter trækkes trumf, går det galt, idet modparten senmere kan indkassere ♥ D og T, når der spilles endnu en omgang trumf , og der bliver kun stik på 2 trumfer og 2 esser til spilfører.
Den bedste chance er i stedet at forsøge at få 6 trumfstik sammen med de to esser. Altså spilles ♦3 i 2. omgang til trumf med toeren. Herefter trækkes ♠E, en ♠ går til trumf på bordet, endnu en ♦ til trumf med B, hvorefter endnu en ♠ trumfes, og Syd har stadig de 2 største trumfer i behold, så de otte stik er sikret. Risikoen for, at Vest undervejs kunne trumfe højere, var naturligvis til stede, men i så fald kunne kontrakten aldrig vindes.

#### Reverse Dummy
I diagram 3 skal Syd som spilfører forsøge at vinde kontrakten 7 ♦. Der er tolv sikre stik og det 13.kan komme fra en knibning i ♠ fra hånden mod bordets Dame. Knibningen er  en 50% chance, men hvis blot trumferne er fordelt 3-2 hos modparten, vindes kontrakten med en reverse dummy.
Diagram nr. 3     
|   |       | ♠     | ED62  |   |       |
| ♥ | K72   |       |       |   |       |
| ♦ | KB9   |       |       |   |       |
| ♣ | E54   |       |       |   |       |
| ♠ | T75   | NV ØS | NV ØS | ♠ | KB843 |
| ♥ | B986  | NV ØS | NV ØS | ♥ | DT3   |
| ♦ | 753   | NV ØS | NV ØS | ♦ | 62    |
| ♣ | T98   | NV ØS | NV ØS | ♣ | 732   |
|   |       | ♠     | 9     |   |       |
| ♥ | E54   |       |       |   |       |
| ♦ | EDT84 |       |       |   |       |
| ♣ | KDB6  |       |       |   |       |

Reverse dummy gennemføres således: Efter udspil af ♣ 10 fra Vest, stikker Syd med Kongen. Nu følger ♠ 9 til Esset og ♠ 2 til trumf. Nu kommer det afgørende moment: ♦ 8 til 9, ♠ 6 til trumf, ♦D til K og den sidste ♠ trumfes med  ♦ E. Så spilles ♥ til K, trumf K trækker den sidste trumf, hvor der kastes en ♥ fra hånden, og spilfører har resten af stikkene.

## Etablering
I ♣ sidder kortene således fordelt. V: 8 5 3 N: K 9 Ø: D B S: E T 7 6 4 2. Forudsat, at der spilles uden trumf, og at Syd har fået et stik i en anden farve, spilles nu toeren, som stikkes med Kongen på bordet. Herefter returneres nieren, som stikkes med Esset, og nu kan tieren fælde Vests otter, hvorefter der er tre tilbageværende kort i kuløren, som Syd kan indkassere. I de fleste tilfælde er rækkefølgen af de stik, der indkasseres, afgørende for, om det lykkes at etablere farven.

### Kontrakter i UT
I kontrakter uden trumf findes forskellige teknikker, som af og til også kan benyttes i trumfkontrakter, normalt dog først, efter at trumferne er trukket.
Diagram nr. 4
|   |        | ♠     | ED6   |   |       |
| ♥ | KD7    |       |       |   |       |
| ♦ | K985   |       |       |   |       |
| ♣ | 654    |       |       |   |       |
| ♠ | 9643   | NV ØS | NV ØS | ♠ | T75   |
| ♥ | 543    | NV ØS | NV ØS | ♥ | B9862 |
| ♦ | BT742  | NV ØS | NV ØS | ♦ | D3    |
| ♣ | 8      | NV ØS | NV ØS | ♣ | EK9   |
|   |        | ♠     | KB8   |   |       |
| ♥ | ET     |       |       |   |       |
| ♦ | E6     |       |       |   |       |
| ♣ | DBT732 |       |       |   |       |

Syd er spilfører i 3ut og Vest spiller ♦ Bonde ud. Syd får som spilfører stikket på Esset. Hvis spilfører nu tager stik på sine store kort  i de øvrige farver, er det usandsynligt, at ♣ – farven kan etableres. Derimod er der gode muligheder, hvis Syd spiller en af sine 3 højeste ♣ straks efter at have taget første stik. Dette fjerner enten Esset eller Kongen og næste gang, Syd tager et stik i en anden kulør, kan den anden af de manglende honnører tvinges ud. Forskellen er hele 3 stik, fra 8 i det værste tilfælde til 11 i det bedste tilfælde, hvor modspillet kun får stik for ♣ E K.

### Modpartens høje kort sidder i ”plads”

#### Opspil
I ♣ sidder kortene således fordelt.  V: E T 5 3 N: K 9 8 Ø: D B 6 S: 7 4 2. Hvis Syd (som spilfører, hvor vi forudsætter, at denne har taget stik i en anden farve først) spiller 7’eren, vil Kongen altid opnå et stik, fordi Esset sidder i plads. Hvis Syd derimod fejlagtigt spiller Kongen fra bordet, opnår den ikke stik. Den korrekte teknik ved denne fordeling af kortene kaldes opspil .

#### Knibning
Hvis vi antager, at kortene i kuløren sidder således fordelt: V: K T 5 N: E 9 8 3 Ø: 7 6 2 S: D B 4 spiller Syd Damen, og hvis Vest bruger Kongen, fældes den af Esset på bordet. Hvis Vest nøjes med femmeren (eller tieren, men det ville være usædvanligt, da den ikke kan stikke Damen), bruger Syd et lille kort fra bordet, Damen holder stikket og manøvren kan gentages med bonden. knibningen gik godt set fra Syds synspunkt, mens den var gået galt, hvis Kongen var hos Øst. Det fremgår heraf, at chancen for succes var 50-50.
Tabellen for Bridgeodds, i afsnit 1 kan benyttes til at kombinere chancerne for ekstra stik. Hvis spilfører mangler fem kort i en farve, knibes der normalt efter Damen.. I nogle tilfælde fører det til
undertræk, når knibningen går galt. Hvis spilfører først kan undersøge sitsen ved at toppe en anden farve uden risiko, bør denne mulighed afprøves før knibningen. Denne spillemåde betegnes som udnyttelse af de kombinerede chancer.

#### Frafald
Gennem et frafald kan spilfører i nogle tilfælde forhindre, at modspillet har forbindelse til at etablere en farve. Hvis spilfører råder over E94 i Nord og T76 i Syd, og Vest spiller Kongen ud, foretages et frafald, og fortsætter Vest nu med Damen kommer et nyt frafald. Tredje gang er spilfører nødt til at stikke, men er nu garderet mod fordelingen 5 -2, med 5 kort hos Vest. Hvis Øst senere får stik i en anden farve, kan denne ikke spilles tilbage til Vest. Kun hvis Vest har et sikkert stik på sin hånd er frafaldet nyttesløst, men i så fald kunne Syd ikke forhindre Vest i at indkassere stikkene ved at undlade frafaldet.   

## Modspil
modspillets fordel er, at en af parrets spillere altid har udspillet, ligesom bordet lægges ned, inden udspillerens makker lægger sit kort til. Dette giver muligheden for at benytte modspilssignaler. De almindeligste er signaler for udspil er:
- Udspil af et E lover også K
- Udspil af K lover også D
- Udspil af et lavt kort lover 4 kort i farven, blandt disse enten K eller D
- Udspil af T eller 9 er normalt højeste kort i farven, hvor der rådes over mindst 3 kort i alt.

Makker kan, efter at spilfører har bedt om et kort fra bordet, nu ved sit tilspil kalde, afvise eller markere længde.
De fleste europæiske spillere kalder med et lille kort og tilkendegiver afvisning med et stort kort; i de fleste andre lande, især i USA og Canada er det mere populært at kalde med et stort og afvise med et lille kort. Hvis makkerparret bruger markeringer, er det oftest således, at et lavt kort viser lige antal kort i farven, mens et højt kort viser ulige antal. Nogle par bruger imidlertid lige kort/ulige kort som markeringsprincip.
I særlige situationer vil det være nødvendigt at spille et usædvanligt højt kort som kald, også selv om et højt kort bruges som afvisning.
Syd er spilfører i kontrakten 4♠.Vest spiller ♣ E ud, og lover dermed også Kongen. Bordet har B97 i farven, hvor Øst har D8. Når spilfører beder om syveren, bør Øst lægge Damen, således at Vest regner med, at den er singleton. Når Vest spiller Kongen, og Øst lægger otteren til, må det være klart, at Øst ikke har flere i farven. Vest kan nu forsøge at give makker en trumfning og bliver rigtig glad, hvis fordelingen er således:
Diagram nr. 5
|   |       | ♠     | D762   |   |       |
| ♥ | DT2   |       |        |   |       |
| ♦ | KB9   |       |        |   |       |
| ♣ | B97   |       |        |   |       |
| ♠ | E     | NV ØS | NV ØS  | ♠ | T9    |
| ♥ | 863   | NV ØS | NV ØS  | ♥ | B9754 |
| ♦ | T765  | NV ØS | NV ØS  | ♦ | 8432  |
| ♣ | EKT54 | NV ØS | NV ØS  | ♣ | D8    |
|   |       | ♠     | KB8543 |   |       |
| ♥ | EK    |       |        |   |       |
| ♦ | ED    |       |        |   |       |
| ♣ | 632   |       |        |   |       |

Når Vest har trukket EK og kan stole på, at Øst havde D8, er der fuld optæling af farven: Vest 5, Nord 3, Øst 2 og derfor må Syd have 3. Derfor spilles endnu en omgang ♣ hvor Øst trumfer, og Vest skal naturligvis have stik på trumf es senere. Hvis Øst havde spillet otteren, ville Vest måske blive usikker på fordelingen og evt. spille en lille ♣, hvor makker ganske vist får stik på Damen, men nu ikke har flere ♣. Teknisk set afblokerede Øst Damen og hjalp dermed makker til at sikre den nødvendige trumfning.

## Modspil mod UT kontrakter
Mod UT kontrakter er det ofte succesrigt at etablere en langfarve, inden spilfører får fjernet modspillets høje kort i de andre farver, de såkaldte indkomster.

Diagram nr. 6
|   |        | ♠     | ED6   |   |      |
| ♥ | K873   |       |       |   |      |
| ♦ | K9     |       |       |   |      |
| ♣ | 9654   |       |       |   |      |
| ♠ | 964    | NV ØS | NV ØS | ♠ | T753 |
| ♥ | D54    | NV ØS | NV ØS | ♥ | B962 |
| ♦ | BT7542 | NV ØS | NV ØS | ♦ | D83  |
| ♣ | 8      | NV ØS | NV ØS | ♣ | EK   |
|   |        | ♠     | KB8   |   |      |
| ♥ | ET     |       |       |   |      |
| ♦ | E6     |       |       |   |      |
| ♣ | DBT732 |       |       |   |      |

Vest har ikke mange forhåbninger om at etablere stik, men forsøger med  ♦ Bonde ud. Syd får som spilfører stikket på Esset, og spiller et af sine 3 højeste kort i ♣ – farven, straks efter at have taget første stik. Dette fjerner enten Esset eller Kongen hos Øst og næste gang, Syd tager et stik i en anden kulør, kan den anden af de manglende honnører tvinges ud. Øst kan imidlertid forsvare sig mod denne plan ved at spille ♦, 8 til i udspillet og ♦ D tilbage, når det første stik i  ♣ er indkasseret. Når spilfører har taget stikket på bordets K og spiller ♣ til den anden honnør væk hos Øst, har denne stadig mulighed for at spille makker ind til sine etablerede stik. Hvis Øst havde spillet et lille kort tilbage, ville den tilbageværende Dame imidlertid blokere for makkers ♦ 
Hvis der ikke er en farve, der kan etableres, vil det ofte være udbytterigt at angribe en farve, der ikke er meldt af modparten eller en farve, som er meldt at ”den blinde”, men ikke støttet af spilfører. Dette fungerer bedst, hvis udspilleren har 4 eller flere kort i farven.
Modspillet kan i mange situationer benytte frafald for at hindre spilfører i at få forbindelse til "den blinde". I princippet er det samme teknik som spilførers frafald. Fordelingen af farven er fx V: T87 N:KDB32 Ø:E65. Spilfører har derfor kun 2 kort i farven, således at Øst efetr udspil af tieren i Vest falder fra to gange i farven. Nu kan Syd kun få forbindelse til de oplagte kort på bordet, hvis der er en indkomst i en anden farve. 

## Udnyttelse af meldingerne
Under spillet kan begge parter udnytte de oplysninger, meldeforløbet har givet dem. Modspillet har fået en fornemmelse af, hvor spilførers svagheder kan være, ligesom spilfører i de tilfælde, hvor modparten har konkurreret i meldeforløbet, kan drage fordel af disse meldinger. 
Diagram nr. 7
|   |       | ♠     | E5     |   |      |
| ♥ | T763  |       |        |   |      |
| ♦ | E743  |       |        |   |      |
| ♣ | T64   |       |        |   |      |
| ♠ | 4     | NV ØS | NV ØS  | ♠ | BT92 |
| ♥ | EKD98 | NV ØS | NV ØS  | ♥ | B42  |
| ♦ | KDB85 | NV ØS | NV ØS  | ♦ | T9   |
| ♣ | D2    | NV ØS | NV ØS  | ♣ | 9875 |
|   |       | ♠     | KD8763 |   |      |
| ♥ | 5     |       |        |   |      |
| ♦ | 62    |       |        |   |      |
| ♣ | EKB3  |       |        |   |      |

| Vest | Nord | Øst  | Syd |
| ---- | ---- | ---- | --- |
| 1♥   | pas  | pas  | 2 ♠ |
| 3 ♦  | 3 ♠  | pas  | 4♠  |
| pass | pas  | pass | -   |

Vest spiller ♥, og Syd trumfer i 2. omgang. Syd går herefter i gang med trumferne, men Vest bekender kun 1. gang. Syd kan nu se, at der er en taber i hver farve, og bedste mulighed var umiddelbart en ♣-knibning Meldingerne antydede imidlertid, at Vest har 5 – farve i begge røde farver, og derfor kun to ♣. Meldingerne tyder også på, at Vest har D her, så Syd topper farven og får derefter det afgørende stik på Bonden.

### Optælling
I en del tilfælde kan spilfører hurtigt regne ud, hvorledes modpartens kort er fordelt på de 2 hænder.
Diagram nr. 8
|   |        | ♠     | EB5   |   |        |
| ♥ | B73    |       |       |   |        |
| ♦ | D965   |       |       |   |        |
| ♣ | E86    |       |       |   |        |
| ♠ | 4      | NV ØS | NV ØS | ♠ | D98632 |
| ♥ | EKD982 | NV ØS | NV ØS | ♥ | T4     |
| ♦ | 874    | NV ØS | NV ØS | ♦ | 3      |
| ♣ | B52    | NV ØS | NV ØS | ♣ | T974   |
|   |        | ♠     | KT7   |   |        |
| ♥ | 65     |       |       |   |        |
| ♦ | EKBT2  |       |       |   |        |
| ♣ | KD3    |       |       |   |        |

Syd skal forsøge at vinde 5 ♦ og Vest har meldt ♥ undervejs. Der kan tælles 10 topstik, når trumferne er trukket og umiddelbart burde Vest besidde ♠ D, når der var styrke til at indmelde. Imidlertid starter Vest med EKD ♥, og da øst ikke kan bekende 3. Gang, er Vest startet med 6 kort i farven. Syd trumfer 3. Gang og trækker trumf, hvor Øst kun kan bekende en gang, men kaster to ♣.  Nu spiller Syd 3 gange ♣ fra toppen, og når Vest bekender 3 gange, er fordelingen klar. Vest har kun en enkelt ♠, så Syd har rest ved at spille ♠ E fra bordet og derefter knibe ♠ D ud fra Øst.

### Den farlige hånd
I bridge anvendes betegnelsen den farlige hånd om en bridgehånd, hvorfra der kan gennemspilles en farve med svagheder. Fx giver KB6 stik, hvis modstanderen til Venstre spiller ud fra farven, mens kombinationen ikke giver stik, hvis modstanderen til højre spiller ud i farven, og modstanderen til venstre råder over ED. ED er i dette tilfælde gaffel over KB6.
Ved planlægningen af spillet må spilfører derfor søge at udelukke den farlige hånd fra stik. Det lykkedes imidlertid ikke i det følgende spil.
Diagram nr. 9.
|   |       | ♠     | K85   |   |       |
| ♥ | B76   |       |       |   |       |
| ♦ | KT842 |       |       |   |       |
| ♣ | K3    |       |       |   |       |
| ♠ | 432   | NV ØS | NV ØS | ♠ | T9    |
| ♥ | 43    | NV ØS | NV ØS | ♥ | ED9   |
| ♦ | 765   | NV ØS | NV ØS | ♦ | ED9   |
| ♣ | T9852 | NV ØS | NV ØS | ♣ | EDB76 |
|   |       | ♠     | EDB76 |   |       |
| ♥ | KT852 |       |       |   |       |
| ♦ | B3    |       |       |   |       |
| ♣ | 4     |       |       |   |       |

| Vest | Nord | Øst    | Syd |
| ---- | ---- | ------ | --- |
| pass | pas  | 1 ♣    | 1 ♠ |
| pass | pas  | Dobler | 2 ♥ |
| 3 ♣  | 3 ♠  | pas    | pas |

Øst doblede for at vise ekstra styrke, og selv om Vest ikke råder over honnørpoints er denne hånd farlig, hvis der spilles ♦ ud. Imidlertid var udspillet  ♣T til 3 og B, hvorefter Syd kunne trumfe Esset i 2. omgang. Nu fulgte ♠ 6 til K, ♥ 6 via 9 til K, trumf E og ♥ 5 til B og D. Øst kunne nu tage Esset i denne farve, men måtte så spille ud fra ♦, hvilket giver spilfører 9 stik. Vest trumfede imidlertid sin makkers  ♥ E med sin sidste ♠, og spillede ♦, således at makker fik 2 stik i farven.
Den teknik, som gik galt for Syd, fordi Vest trumfede makkers Es, kaldes slutspil. Ideen er, at tvinge modparten til at spille op i en gaffel.

## Avancerede teknikker
For øvede spillere findes der en række mere avancerede teknikker, der kan benyttes til at sikre ekstra stik. De vigtigste er elimination og skvis.

## Internet
- Bridgeprogrammer Arkiveret 7. november 2010 hos  Wayback Machine
- DBF’s gratis begynderundervisning
- Link til nyeste litteratur Arkiveret 23. marts 2018 hos  Wayback Machine